# 奥马尔·邦戈
哈吉奥马尔·邦戈·翁丁巴（法語：El Hadj Omar Bongo Ondimba，1935年12月30日—2009年6月8日），原名阿爾伯特·伯納德·邦戈（Albert-Bernard Bongo），非洲國家加彭終身總統，從1967年起擔任總統直至去世。

## 早年生活
邦戈1935年12月30日出生于法屬赤道非洲的小城勒瓦（现改名为邦戈维尔）。家中有12个孩子，他排行最小。邦戈早年就读于布拉柴维尔，高中毕业之后，任职公务员，随后参军，赴乍得进行军事训练，升职到空军上尉后退伍。

## 政治生涯
1964年，邦戈被加蓬独立后第一任总统莱昂·姆巴任命为办公室主任，1967年3月当选加蓬副总统。同年11月，莱昂·姆巴病逝后，邦戈继任总统，并兼任总理和外交、国防、新闻部长。1968年，邦戈创建了加蓬民主党，自任总书记。1973年他皈依伊斯兰教，并将自己的姓名改为哈吉·奥马尔·邦戈，正式当选总统，此后连任至逝世。因為在政治和經濟方面有相當多方面的成就，他被加蓬人民稱為“革新之父”。

## 個人生活
邦戈在1973年訪問利比亞時改信仰伊斯蘭教並取名「奧馬爾」。當時穆斯林只佔當地人口的極少數，繼邦戈之後，改信仰伊斯蘭教的加彭人增加，儘管仍然是少數。他於2003年11月15日將翁丁巴定為姓氏，以彰顯他於1942年去世的父親。
邦戈的第一次婚姻是與路易絲·穆亞比·穆卡拉結婚。他們有一個女兒帕斯卡琳，1956年出生在弗朗斯維爾。帕斯卡琳是加蓬的外交部長，隨後是總統內閣的主任。
邦戈的第二次婚姻是與瑪麗·約瑟芬·卡馬結婚，後來被稱為約瑟芬·邦戈。他於1986年離婚，之後她以一個新名字繼續推出音樂事業。他們之間育有一子阿蘭·貝爾納·邦戈和一個出生於布拉柴維爾的女兒。1959年，阿蘭·貝爾納·邦戈（後來被稱為阿里·本·邦戈）擔任外長1989年至1991年，1999至2009年任國防部長，最後於2009年8月繼其父擔任總統。
邦戈又娶伊迪絲·露西·薩蘇-恩格索，近30年來他的小輩，在1990年她的女兒剛果共和國總統德尼·薩蘇-恩格索。她是一位訓練有素的兒科醫生，以致力於抗擊艾滋病而聞名。她與邦戈育有兩個孩子。伊迪絲露西邦戈於摩洛哥拉巴特45歲生日後四天，於2009年3月14日去世，她在那裡接受了幾個月的治療。宣布她死亡的聲明沒有說明死因或她的疾病性質。她在去世前三年沒有公開露面。2009年3月22日，她在剛果當地北部城鎮的一个家庭墓地被埋葬。
總之，邦戈與他的妻子和其他人有30多名子女。

邦戈也有一些醜聞。2004年，紐約時報報導說：

秘鲁当局正在调查一项指控，内容涉及一位美国选美选手据称被诱骗前往加蓬，目的是成为该国67岁总统奥马尔·邦戈的情人。该名女子在拒绝后，被困当地近两周。邦戈总统的发言人表示，他对这一指控并不知情。
据秘鲁外交部称，现年22岁的秘鲁裔美国小姐伊万特·圣玛丽亚原本是应邀前往加蓬，担任美国选美大会的主持人。在接受采访时，圣玛丽亚表示，她于1月19日抵达后不久就被带往总统官邸。几小时后，总统邦戈出现在她面前，并按下一个按钮，一道推拉门随即打开，显露出一张大床。
“我告诉他我不是妓女，我是秘鲁小姐。”她说道。随后她设法逃出官邸，并请一名警卫将她送到一家旅馆。但由于没有钱支付住宿费用，她滞留加蓬长达12天，直到国际妇女组织及其他相关人士介入援助，才得以脱困。

## 任内病逝
2009年6月8日当地时间下午两点半，邦戈总统病逝于西班牙巴塞罗那的一家医院，终年74岁。2013年政府於弗朗斯維爾為其建造了一座仿摩洛哥王陵而建的陵寢，於隔年11月竣工。
奥马尔·邦戈在加蓬受到广泛纪念，利伯维尔市内有冠以其名字的大道、大学及体育馆，该国的国会大厦也被命名为奥马尔·邦戈·翁丁巴宫。